# Le Gagnant (film, 1979)
Ne doit pas être confondu avec le film Le Gagnant, de Sammo Hung
Pour plus de détails, voir Fiche technique et Distribution.
Le Gagnant est un film français de Christian Gion réalisé en 1979.

## Synopsis
Laurent est un jeune plombier officiant avec son ami. Tiraillé entre la volonté de réussir (il prend des cours en parallèle de son travail) et l'envie de flâner (il souhaite alterner avec son ami travail et chômage pour profiter au maximum des indemnités), il rencontre lors d'une réparation l'amour de sa vie en la personne de Dominique, fille de banquier promise à l'adjoint de son père. Ce fiancé ainsi que sa probable future belle-mère mettront en place un stratagème pour éloigner sa fille du jeune plombier méprisé par ce milieu bourgeois. Mais ce dernier se met à jouer pour la première fois au loto (pour un devoir de statistique) et gagne le gros lot, qu'il demande à toucher en liquide. Il cachera ce gain à ses proches afin de pouvoir mettre en place sa revanche et reconquérir sa belle.

## Fiche technique
Source IMDb
- Réalisation : Christian Gion
- Scénario : Christian Gion
- Musique : Didier Marouani
- Année : 1979
- Pays :  France
- Durée : 95 minutes
- Genre : Comédie
- Date de sortie en salles en France : 28 novembre 1979

## Distribution
Source IMDb
- Philippe Ruggieri : Laurent Demaison
- Michel Galabru : Dupré-Granval, le banquier
- Stéphane Audran : Hélène Dupré-Granval
- Henri Guybet : Thierry Denoël, le fiancé de Dominique
- Odile Michel : Dominique Dupré-Granval, la fille du banquier
- Alain David[2] : Dan, l'associé et ami de Laurent
- Michel Peyrelon : Le patron de l'agence de détectives
- Bernard Musson : Le père de Laurent
- Rita Maiden : La mère de Laurent
- Max Douchin : Un employé de banque
- Bernard Woringer : Michel Bénézit, le présentateur TV
- Serge Berry : Mr Merret, un ami de Dupré-Granval
- Max Montavon : L'agent immobilier
- Bernard Pinet : Bernardet, l'élève qui trouve la formule
- Catherine Serre : Micheline, l'employée au guichet de la banque Dupré-Granval
- André Penvern : Le buraliste
- André Nader : Le responsable du Loto
- Pierre Benusiglio : Un employé de banque
- Marcel Gassouk : Bernard, le deuxième détective privé
- Mitsou : le professeur de l'école de DJ
- Gaston Vacchia : Le professeur des cours du soir
- Ima De Ranedo : Manuella, la bonne des Dupré-Granval
- Sylvie Mougne : Jeune femme à l'aérodrome
- Sylvie Sabatier : Jeune femme à l'aérodrome
- Gaston Abougit : Un élève aux cours du soir (non crédité)
- Yann Collette : Le voyou du métro (non crédité)

## Autour du film
- L'acteur Alain David qui interprète le rôle de Dan, l'associé de Laurent, ne doit pas être pris pour David Gabison parfois crédité Alain David et que l'on peut voir par exemple dans le film de Philippe de Broca : Tendre Poulet jouant le rôle du 'doyen Lavergne', les deux acteurs n'ayant aucune ressemblance l'un envers l'autre.